# Saïd Omar Oili
Saïd Omar Oili, född 1957, är en politiker. Han var president för Generalförsamlingen på Mayotte mellan 8 april 2004 och 20 mars 2008.